# ATP World Tour 2013
L'ATP World Tour 2013 és el circuit de tennis professional masculí de l'any 2013 organitzat per l'ATP. La temporada inclou un total de 66 torneigs dividits en Grand Slams (organitzats per la ITF), ATP World Tour Masters 1000, sèries ATP World Tour 500, sèries ATP World Tour 250 i un ATP World Tour Finals. També s'inclou la disputa de la Copa Davis i la Copa Hopman. Els torneigs es disputen entre el 31 de desembre de 2012 i el 17 de novembre de 2013.

## Calendari
Taula sobre el calendari complet dels tornejos que pertanyen a la temporada 2013 de l'ATP World Tour. També s'inclouen els vencedors dels quadres individuals i dobles de cada torneig.
| Grand Slam                  |
| ATP World Tour Finals       |
| ATP World Tour Masters 1000 |
| ATP World Tour 500          |
| ATP World Tour 250          |
| Esdeveniments per equips    |

| Data d'inici   | Torneig                         | Superfície   | Guanyador/s                                                                         | Finalista/es                                                                |
| -------------- | ------------------------------- | ------------ | ----------------------------------------------------------------------------------- | --------------------------------------------------------------------------- |
| 31 de desembre | Copa Hopman                     | Dura (i)     | Espanya                                                                             | Sèrbia                                                                      |
| 31 de desembre | Doha                            | Dura         | Richard Gasquet                                                                     | Nikolai Davidenko                                                           |
| 31 de desembre | Doha                            | Dura         | Christopher Kas / Philipp Kohlschreiber                                             | Julian Knowle / Filip Polášek                                               |
| 31 de desembre | Chennai                         | Dura         | Janko Tipsarević                                                                    | Roberto Bautista Agut                                                       |
| 31 de desembre | Chennai                         | Dura         | Benoît Paire / Stanislas Wawrinka                                                   | Andre Begemann / Martin Emmrich                                             |
| 31 de desembre | Brisbane                        | Dura         | Andy Murray                                                                         | Grígor Dimitrov                                                             |
| 31 de desembre | Brisbane                        | Dura         | Marcelo Melo / Tommy Robredo                                                        | Eric Butorac / Paul Hanley                                                  |
| 7 de gener     | Sydney                          | Dura         | Bernard Tomic                                                                       | Kevin Anderson                                                              |
| 7 de gener     | Sydney                          | Dura         | Bob Bryan / Mike Bryan                                                              | Maks Mirni / Horia Tecău                                                    |
| 7 de gener     | Auckland                        | Dura         | David Ferrer                                                                        | Philipp Kohlschreiber                                                       |
| 7 de gener     | Auckland                        | Dura         | Colin Fleming / Bruno Soares                                                        | Johan Brunström / Frederik Nielsen                                          |
| 14 de gener    | Open d'Austràlia                | Dura         | Novak Đoković                                                                       | Andy Murray                                                                 |
| 14 de gener    | Open d'Austràlia                | Dura         | Mike Bryan / Bob Bryan                                                              | Robin Haase / Igor Sijsling                                                 |
| 14 de gener    | Open d'Austràlia                | Dura         | Jarmila Gajdosova / Matthew Ebden                                                   | Lucie Hradecka / Frantisek Cermak                                           |
| 28 de gener    | Copa Davis (Primera ronda)      |              | Canadà · Itàlia · Sèrbia · Estats Units · França · Argentina · Kazakhstan · Txèquia | Espanya · Croàcia · Bèlgica · Brasil · Israel · Alemanya · Àustria · Suïssa |
| 4 de febrer    | Montpeller                      | Dura (i)     | Richard Gasquet                                                                     | Benoît Paire                                                                |
| 4 de febrer    | Montpeller                      | Dura (i)     | Marc Gicquel / Michaël Llodra                                                       | Johan Brunström / Raven Klaasen                                             |
| 4 de febrer    | Zagreb                          | Dura (i)     | Marin Čilić                                                                         | Jürgen Melzer                                                               |
| 4 de febrer    | Zagreb                          | Dura (i)     | Julian Knowle / Filip Polášek                                                       | Ivan Dodig / Mate Pavić                                                     |
| 4 de febrer    | Viña del Mar                    | Terra batuda | Horacio Zeballos                                                                    | Rafael Nadal                                                                |
| 4 de febrer    | Viña del Mar                    | Terra batuda | Paolo Lorenzi / Potito Starace                                                      | Juan Mónaco / Rafael Nadal                                                  |
| 11 de febrer   | São Paulo                       | Terra batuda | Rafael Nadal                                                                        | David Nalbandian                                                            |
| 11 de febrer   | São Paulo                       | Terra batuda | Alexander Peya / Bruno Soares                                                       | František Čermák / Michal Mertiňák                                          |
| 11 de febrer   | Rotterdam                       | Dura (i)     | Juan Martín del Potro                                                               | Julien Benneteau                                                            |
| 11 de febrer   | Rotterdam                       | Dura (i)     | Robert Lindstedt / Nenad Zimonjić                                                   | Thiemo de Bakker / Jesse Huta Galung                                        |
| 11 de febrer   | San Jose                        | Dura (i)     | Milos Raonic                                                                        | Tommy Haas                                                                  |
| 11 de febrer   | San Jose                        | Dura (i)     | Xavier Malisse / Frank Moser                                                        | Lleyton Hewitt / Marinko Matosevic                                          |
| 18 de febrer   | Marsella                        | Dura (i)     | Jo-Wilfried Tsonga                                                                  | Tomáš Berdych                                                               |
| 18 de febrer   | Marsella                        | Dura (i)     | Rohan Bopanna / Colin Fleming                                                       | Aisam-ul-Haq Qureshi / Jean-Julien Rojer                                    |
| 18 de febrer   | Memphis                         | Dura (i)     | Kei Nishikori                                                                       | Feliciano López                                                             |
| 18 de febrer   | Memphis                         | Dura (i)     | Bob Bryan / Mike Bryan                                                              | James Blake / Jack Sock                                                     |
| 18 de febrer   | Buenos Aires                    | Terra batuda | David Ferrer                                                                        | Stanislas Wawrinka                                                          |
| 18 de febrer   | Buenos Aires                    | Terra batuda | Simone Bolelli / Fabio Fognini                                                      | Nicholas Monroe / Simon Stadler                                             |
| 25 de febrer   | Acapulco                        | Terra batuda | Rafael Nadal                                                                        | David Ferrer                                                                |
| 25 de febrer   | Acapulco                        | Terra batuda | Łukasz Kubot / David Marrero                                                        | Simone Bolelli / Fabio Fognini                                              |
| 25 de febrer   | Dubai                           | Dura         | Novak Đoković                                                                       | Tomáš Berdych                                                               |
| 25 de febrer   | Dubai                           | Dura         | Mahesh Bhupathi / Michaël Llodra                                                    | Robert Lindstedt / Nenad Zimonjić                                           |
| 25 de febrer   | Delray Beach                    | Dura         | Ernests Gulbis                                                                      | Édouard Roger-Vasselin                                                      |
| 25 de febrer   | Delray Beach                    | Dura         | James Blake / Jack Sock                                                             | Maks Mirni / Horia Tecău                                                    |
| 4 de març      | Indian Wells                    | Dura         | Rafael Nadal                                                                        | Juan Martín del Potro                                                       |
| 4 de març      | Indian Wells                    | Dura         | Bob Bryan / Mike Bryan                                                              | Treat Conrad Huey / Jerzy Janowicz                                          |
| 18 de març     | Miami                           | Dura         | Andy Murray                                                                         | David Ferrer                                                                |
| 18 de març     | Miami                           | Dura         | Aisam-ul-Haq Qureshi / Jean-Julien Rojer                                            | Mariusz Fyrstenberg / Marcin Matkowski                                      |
| 1 d'abril      | Copa Davis (Quarts de final)    |              | Canadà · Sèrbia · Argentina · Txèquia                                               | Itàlia · Estats Units · França · Kazakhstan                                 |
| 8 d'abril      | Houston                         | Terra batuda | John Isner                                                                          | Nicolás Almagro                                                             |
| 8 d'abril      | Houston                         | Terra batuda | Jamie Murray / John Peers                                                           | Bob Bryan / Mike Bryan                                                      |
| 8 d'abril      | Casablanca                      | Terra batuda | Tommy Robredo                                                                       | Kevin Anderson                                                              |
| 8 d'abril      | Casablanca                      | Terra batuda | Julian Knowle / Filip Polášek                                                       | Dustin Brown / Christopher Kas                                              |
| 15 d'abril     | Montecarlo                      | Terra batuda | Novak Đoković                                                                       | Rafael Nadal                                                                |
| 15 d'abril     | Montecarlo                      | Terra batuda | Julien Benneteau / Nenad Zimonjić                                                   | Bob Bryan / Mike Bryan                                                      |
| 22 d'abril     | Barcelona                       | Terra batuda | Rafael Nadal                                                                        | Nicolás Almagro                                                             |
| 22 d'abril     | Barcelona                       | Terra batuda | Alexander Peya / Bruno Soares                                                       | Robert Lindstedt / Daniel Nestor                                            |
| 22 d'abril     | Bucarest                        | Terra batuda | Lukáš Rosol                                                                         | Guillermo García-López                                                      |
| 22 d'abril     | Bucarest                        | Terra batuda | Maks Mirni / Horia Tecău                                                            | Lukáš Dlouhý / Oliver Marach                                                |
| 29 d'abril     | Oeiras                          | Terra batuda | Stanislas Wawrinka                                                                  | David Ferrer                                                                |
| 29 d'abril     | Oeiras                          | Terra batuda | Santiago González / Scott Lipsky                                                    | Aisam-ul-Haq Qureshi / Jean-Julien Rojer                                    |
| 29 d'abril     | Múnic                           | Terra batuda | Tommy Haas                                                                          | Philipp Kohlschreiber                                                       |
| 29 d'abril     | Múnic                           | Terra batuda | Jarkko Nieminen / Dmitri Tursúnov                                                   | Markos Bagdatís / Eric Butorac                                              |
| 6 de maig      | Madrid                          | Terra batuda | Rafael Nadal                                                                        | Stanislas Wawrinka                                                          |
| 6 de maig      | Madrid                          | Terra batuda | Bob Bryan / Mike Bryan                                                              | Alexander Peya / Bruno Soares                                               |
| 13 de maig     | Roma                            | Terra batuda | Rafael Nadal                                                                        | Roger Federer                                                               |
| 13 de maig     | Roma                            | Terra batuda | Bob Bryan / Mike Bryan                                                              | Mahesh Bhupathi / Rohan Bopanna                                             |
| 20 de maig     | Niça                            | Terra batuda | Albert Montañés                                                                     | Gaël Monfils                                                                |
| 20 de maig     | Niça                            | Terra batuda | Johan Brunström / Raven Klaasen                                                     | Juan Sebastián Cabal / Robert Farah Maksoud                                 |
| 20 de maig     | Düsseldorf                      | Terra batuda | Juan Mónaco                                                                         | Jarkko Nieminen                                                             |
| 20 de maig     | Düsseldorf                      | Terra batuda | Andre Begemann / Martin Emmrich                                                     | Treat Conrad Huey / Dominic Inglot                                          |
| 27 de maig     | Roland Garros                   | Terra batuda | Rafael Nadal                                                                        | David Ferrer                                                                |
| 27 de maig     | Roland Garros                   | Terra batuda | Bob Bryan / Mike Bryan                                                              | Michael Llodra / Nicolas Mahut                                              |
| 27 de maig     | Roland Garros                   | Terra batuda | Lucie Hradecká / Frantisek Cermak                                                   | Kristina Mladenovic / Daniel Nestor                                         |
| 11 de juny     | Halle                           | Gespa        | Roger Federer                                                                       | Mikhaïl Iujni                                                               |
| 11 de juny     | Halle                           | Gespa        | Santiago González / Scott Lipsky                                                    | Daniele Bracciali / Jonathan Erlich                                         |
| 11 de juny     | Queen's                         | Gespa        | Andy Murray                                                                         | Marin Čilić                                                                 |
| 11 de juny     | Queen's                         | Gespa        | Bob Bryan / Mike Bryan                                                              | Alexander Peya / Bruno Soares                                               |
| 17 de juny     | 's-Hertogenbosch                | Gespa        | Nicolas Mahut                                                                       | Stanislas Wawrinka                                                          |
| 17 de juny     | 's-Hertogenbosch                | Gespa        | Maks Mirni / Horia Tecău                                                            | Andre Begemann / Martin Emmrich                                             |
| 17 de juny     | Eastbourne                      | Gespa        | Feliciano López                                                                     | Gilles Simon                                                                |
| 17 de juny     | Eastbourne                      | Gespa        | Alexander Peya / Bruno Soares                                                       | Colin Fleming / Jonathan Marray                                             |
| 24 de juny     | Wimbledon                       | Gespa        | Andy Murray                                                                         | Novak Đoković                                                               |
| 24 de juny     | Wimbledon                       | Gespa        | Bob Bryan / Mike Bryan                                                              | Ivan Dodig / Marcelo Melo                                                   |
| 24 de juny     | Wimbledon                       | Gespa        | Kristina Mladenovic / Daniel Nestor                                                 | Lisa Raymond / Bruno Soares                                                 |
| 8 de juliol    | Newport                         | Gespa        | Nicolas Mahut                                                                       | Lleyton Hewitt                                                              |
| 8 de juliol    | Newport                         | Gespa        | Nicolas Mahut / Édouard Roger-Vasselin                                              | Tim Smyczek / Rhyne Williams                                                |
| 8 de juliol    | Bastad                          | Terra batuda | Carlos Berlocq                                                                      | Fernando Verdasco                                                           |
| 8 de juliol    | Bastad                          | Terra batuda | Nicholas Monroe / Simon Stadler                                                     | Carlos Berlocq / Albert Ramos                                               |
| 8 de juliol    | Stuttgart                       | Terra batuda | Fabio Fognini                                                                       | Philipp Kohlschreiber                                                       |
| 8 de juliol    | Stuttgart                       | Terra batuda | Facundo Bagnis / Thomaz Bellucci                                                    | Tomasz Bednarek / Mateusz Kowalczyk                                         |
| 15 de juliol   | Hamburg                         | Terra batuda | Fabio Fognini                                                                       | Federico Delbonis                                                           |
| 15 de juliol   | Hamburg                         | Terra batuda | Mariusz Fyrstenberg / Marcin Matkowski                                              | Alexander Peya / Bruno Soares                                               |
| 15 de juliol   | Bogotà                          | Dura         | Ivo Karlović                                                                        | Alejandro Falla                                                             |
| 15 de juliol   | Bogotà                          | Dura         | Purav Raja / Divij Sharan                                                           | Édouard Roger-Vasselin / Igor Sijsling                                      |
| 22 de juliol   | Atlanta                         | Dura         | John Isner                                                                          | Kevin Anderson                                                              |
| 22 de juliol   | Atlanta                         | Dura         | Édouard Roger-Vasselin / Igor Sijsling                                              | Colin Fleming / Jonathan Marray                                             |
| 22 de juliol   | Umag                            | Terra batuda | Tommy Robredo                                                                       | Fabio Fognini                                                               |
| 22 de juliol   | Umag                            | Terra batuda | Martin Kližan / David Marrero                                                       | Nicholas Monroe / Simon Stadler                                             |
| 22 de juliol   | Gstaad                          | Terra batuda | Mikhaïl Iujni                                                                       | Robin Haase                                                                 |
| 22 de juliol   | Gstaad                          | Terra batuda | Jamie Murray / John Peers                                                           | Pablo Andújar / Guillermo García López                                      |
| 29 de juliol   | Washington DC                   | Dura         | Juan Martín del Potro                                                               | John Isner                                                                  |
| 29 de juliol   | Washington DC                   | Dura         | Julien Benneteau / Nenad Zimonjić                                                   | Mardy Fish / Radek Štěpánek                                                 |
| 29 de juliol   | Kitzbühel                       | Terra batuda | Marcel Granollers                                                                   | Juan Mónaco                                                                 |
| 29 de juliol   | Kitzbühel                       | Terra batuda | Martin Emmrich / Christopher Kas                                                    | František Čermák / Lukáš Dlouhý                                             |
| 5 d'agost      | Mont-real                       | Dura         | Rafael Nadal                                                                        | Milos Raonic                                                                |
| 5 d'agost      | Mont-real                       | Dura         | Alexander Peya / Bruno Soares                                                       | Colin Fleming / Andy Murray                                                 |
| 12 d'agost     | Cincinnati                      | Dura         | Rafael Nadal                                                                        | John Isner                                                                  |
| 12 d'agost     | Cincinnati                      | Dura         | Bob Bryan / Mike Bryan                                                              | Marcel Granollers / Marc López                                              |
| 19 d'agost     | Winston-Salem                   | Dura         | Jürgen Melzer                                                                       | Gaël Monfils                                                                |
| 19 d'agost     | Winston-Salem                   | Dura         | Daniel Nestor / Leander Paes                                                        | Treat Conrad Huey / Dominic Inglot                                          |
| 26 d'agost     | US Open                         | Dura         | Rafael Nadal                                                                        | Novak Đoković                                                               |
| 26 d'agost     | US Open                         | Dura         | Leander Paes / Radek Štěpánek                                                       | Alexander Peya / Bruno Soares                                               |
| 26 d'agost     | US Open                         | Dura         | Andrea Hlavacková / Maks Mirni                                                      | Abigail Spears / Santiago González                                          |
| 9 de setembre  | Copa Davis (Semifinals)         |              | Sèrbia · Txèquia                                                                    | Canadà · Argentina                                                          |
| 16 de setembre | Metz                            | Dura (i)     | Gilles Simon                                                                        | Jo-Wilfried Tsonga                                                          |
| 16 de setembre | Metz                            | Dura (i)     | Johan Brunström / Raven Klaasen                                                     | Nicolas Mahut / Jo-Wilfried Tsonga                                          |
| 16 de setembre | Sant Petersburg                 | Dura (i)     | Ernests Gulbis                                                                      | Guillermo García López                                                      |
| 16 de setembre | Sant Petersburg                 | Dura (i)     | David Marrero / Fernando Verdasco                                                   | Dominic Inglot / Denis Istomin                                              |
| 23 de setembre | Kuala Lumpur                    | Dura (i)     | João Sousa                                                                          | Julien Benneteau                                                            |
| 23 de setembre | Kuala Lumpur                    | Dura (i)     | Eric Butorac / Raven Klaasen                                                        | Pablo Cuevas / Horacio Zeballos                                             |
| 23 de setembre | Bangkok                         | Dura (i)     | Milos Raonic                                                                        | Tomáš Berdych                                                               |
| 23 de setembre | Bangkok                         | Dura (i)     | Jamie Murray / John Peers                                                           | Tomasz Bednarek / Johan Brunström                                           |
| 30 de setembre | Pequín                          | Dura         | Novak Đoković                                                                       | Rafael Nadal                                                                |
| 30 de setembre | Pequín                          | Dura         | Maks Mirni / Horia Tecău                                                            | Fabio Fognini / Andreas Seppi                                               |
| 30 de setembre | Tòquio                          | Dura         | Juan Martín del Potro                                                               | Milos Raonic                                                                |
| 30 de setembre | Tòquio                          | Dura         | Rohan Bopanna / Édouard Roger-Vasselin                                              | Jamie Murray / John Peers                                                   |
| 7 d'octubre    | Xangai                          | Dura         | Novak Đoković                                                                       | Juan Martín del Potro                                                       |
| 7 d'octubre    | Xangai                          | Dura         | Ivan Dodig / Marcelo Melo                                                           | David Marrero / Fernando Verdasco                                           |
| 14 d'octubre   | Estocolm                        | Dura (i)     | Grígor Dimitrov                                                                     | David Ferrer                                                                |
| 14 d'octubre   | Estocolm                        | Dura (i)     | Aisam-ul-Haq Qureshi / Jean-Julien Rojer                                            | Jonas Björkman / Robert Lindstedt                                           |
| 14 d'octubre   | Moscou                          | Dura (i)     | Richard Gasquet                                                                     | Mikhaïl Kukuixkin                                                           |
| 14 d'octubre   | Moscou                          | Dura (i)     | Mikhaïl Ielguin / Denis Istomin                                                     | Ken Skupski / Neal Skupski                                                  |
| 14 d'octubre   | Viena                           | Dura (i)     | Tommy Haas                                                                          | Robin Haase                                                                 |
| 14 d'octubre   | Viena                           | Dura (i)     | Florin Mergea / Lukáš Rosol                                                         | Julian Knowle / Daniel Nestor                                               |
| 21 d'octubre   | Basilea                         | Dura (i)     | Juan Martín del Potro                                                               | Roger Federer                                                               |
| 21 d'octubre   | Basilea                         | Dura (i)     | Treat Conrad Huey / Dominic Inglot                                                  | Rohan Bopanna / Oliver Marach                                               |
| 21 d'octubre   | València                        | Dura (i)     | Mikhaïl Iujni                                                                       | David Ferrer                                                                |
| 21 d'octubre   | València                        | Dura (i)     | Alexander Peya / Bruno Soares                                                       | Bob Bryan / Mike Bryan                                                      |
| 28 d'octubre   | París                           | Dura (i)     | Novak Đoković                                                                       | David Ferrer                                                                |
| 28 d'octubre   | París                           | Dura (i)     | Bob Bryan / Mike Bryan                                                              | Alexander Peya / Bruno Soares                                               |
| 4 de novembre  | ATP World Tour Finals (Londres) | Dura (i)     | Novak Đoković                                                                       | Rafael Nadal                                                                |
| 4 de novembre  | ATP World Tour Finals (Londres) | Dura (i)     | David Marrero / Fernando Verdasco                                                   | Bob Bryan / Mike Bryan                                                      |
| 11 de novembre | Copa Davis (Final)              |              | Txèquia                                                                             | Sèrbia                                                                      |

## Estadístiques
La següent taula mostra el nombre de títols aconseguits de forma individual (I), dobles (D) i dobles mixtes (X) aconseguits per cada tennista i també per països durant la temporada 2013. Els torneigs estan classificats segons la seva categoria dins el calendari ATP World Tour 2013: Grand Slams, ATP World Tour Finals, ATP World Tour Masters 1000, sèries ATP World Tour 500 i sèries ATP World Tour 250. L'ordre del jugadors s'ha establert a partir del nombre total de títols i llavors segons la categoria dels títols.

### Títols per tennista
| Total | Tennista               | Grand Slams | Grand Slams | Grand Slams | ATP World Tour Finals | ATP World Tour Finals | ATP World Tour Masters 1000 | ATP World Tour Masters 1000 | ATP World Tour 500 | ATP World Tour 500 | ATP World Tour 250 | ATP World Tour 250 | Resum | Resum | Resum |
| Total | Tennista               | I           | D           | X           | I                     | D                     | I                           | D                           | I                  | D                  | I                  | D                  | I     | D     | X     |
| ----- | ---------------------- | ----------- | ----------- | ----------- | --------------------- | --------------------- | --------------------------- | --------------------------- | ------------------ | ------------------ | ------------------ | ------------------ | ----- | ----- | ----- |
| 11    | Bob Bryan              |             | ●           |             |                       |                       |                             | ●                           |                    | ●                  |                    | ●                  | 0     | 11    | 0     |
| 11    | Mike Bryan             |             | ●           |             |                       |                       |                             | ●                           |                    | ●                  |                    | ●                  | 0     | 11    | 0     |
| 10    | Rafael Nadal           | ●           |             |             |                       |                       | ●                           |                             | ●                  |                    | ●                  |                    | 10    | 0     | 0     |
| 7     | Novak Đoković          | ●           |             |             | ●                     |                       | ●                           |                             | ●                  |                    |                    |                    | 7     | 0     | 0     |
| 6     | Bruno Soares           |             |             |             |                       |                       |                             | ●                           |                    | ●                  |                    | ●                  | 0     | 6     | 0     |
| 5     | Alexander Peya         |             |             |             |                       |                       |                             | ●                           |                    | ●                  |                    | ●                  | 0     | 5     | 0     |
| 4     | Andy Murray            | ●           |             |             |                       |                       | ●                           |                             |                    |                    | ●                  |                    | 4     | 0     | 0     |
| 4     | Maks Mirni             |             |             | ●           |                       |                       |                             |                             |                    | ●                  |                    | ●                  | 0     | 3     | 1     |
| 4     | David Marrero          |             |             |             |                       | ●                     |                             |                             |                    | ●                  |                    | ●                  | 0     | 4     | 0     |
| 4     | Juan Martín del Potro  |             |             |             |                       |                       |                             |                             | ●                  |                    |                    |                    | 4     | 0     | 0     |
| 3     | Nenad Zimonjić         |             |             |             |                       |                       |                             | ●                           |                    | ●                  |                    |                    | 0     | 3     | 0     |
| 3     | Fabio Fognini          |             |             |             |                       |                       |                             |                             | ●                  |                    | ●                  | ●                  | 2     | 1     | 0     |
| 3     | Édouard Roger-Vasselin |             |             |             |                       |                       |                             |                             |                    | ●                  |                    | ●                  | 0     | 3     | 0     |
| 3     | Horia Tecău            |             |             |             |                       |                       |                             |                             |                    | ●                  |                    | ●                  | 0     | 3     | 0     |
| 3     | Richard Gasquet        |             |             |             |                       |                       |                             |                             |                    |                    | ●                  |                    | 3     | 0     | 0     |
| 3     | Nicolas Mahut          |             |             |             |                       |                       |                             |                             |                    |                    | ●                  | ●                  | 2     | 1     | 0     |
| 3     | Tommy Robredo          |             |             |             |                       |                       |                             |                             |                    |                    | ●                  | ●                  | 2     | 1     | 0     |
| 3     | Raven Klaasen          |             |             |             |                       |                       |                             |                             |                    |                    |                    | ●                  | 0     | 3     | 0     |
| 3     | Jamie Murray           |             |             |             |                       |                       |                             |                             |                    |                    |                    | ●                  | 0     | 3     | 0     |
| 3     | John Peers             |             |             |             |                       |                       |                             |                             |                    |                    |                    | ●                  | 0     | 3     | 0     |
| 2     | Leander Paes           |             | ●           |             |                       |                       |                             |                             |                    |                    |                    | ●                  | 0     | 2     | 0     |
| 2     | Daniel Nestor          |             |             | ●           |                       |                       |                             |                             |                    |                    |                    | ●                  | 0     | 1     | 1     |
| 2     | Fernando Verdasco      |             |             |             |                       | ●                     |                             |                             |                    |                    |                    | ●                  | 0     | 2     | 0     |
| 2     | Julien Benneteau       |             |             |             |                       |                       |                             | ●                           |                    | ●                  |                    |                    | 0     | 2     | 0     |
| 2     | Marcelo Melo           |             |             |             |                       |                       |                             | ●                           |                    |                    |                    | ●                  | 0     | 2     | 0     |
| 2     | Aisam-ul-Haq Qureshi   |             |             |             |                       |                       |                             | ●                           |                    |                    |                    | ●                  | 0     | 2     | 0     |
| 2     | Jean-Julien Rojer      |             |             |             |                       |                       |                             | ●                           |                    |                    |                    | ●                  | 0     | 2     | 0     |
| 2     | Mikhaïl Iujni          |             |             |             |                       |                       |                             |                             | ●                  |                    | ●                  |                    | 2     | 0     | 0     |
| 2     | Rohan Bopanna          |             |             |             |                       |                       |                             |                             |                    | ●                  |                    | ●                  | 0     | 2     | 0     |
| 2     | Michaël Llodra         |             |             |             |                       |                       |                             |                             |                    | ●                  |                    | ●                  | 0     | 2     | 0     |
| 2     | David Ferrer           |             |             |             |                       |                       |                             |                             |                    |                    | ●                  |                    | 2     | 0     | 0     |
| 2     | Ernests Gulbis         |             |             |             |                       |                       |                             |                             |                    |                    | ●                  |                    | 2     | 0     | 0     |
| 2     | Tommy Haas             |             |             |             |                       |                       |                             |                             |                    |                    | ●                  |                    | 2     | 0     | 0     |
| 2     | John Isner             |             |             |             |                       |                       |                             |                             |                    |                    | ●                  |                    | 2     | 0     | 0     |
| 2     | Milos Raonic           |             |             |             |                       |                       |                             |                             |                    |                    | ●                  |                    | 2     | 0     | 0     |
| 2     | Lukáš Rosol            |             |             |             |                       |                       |                             |                             |                    |                    | ●                  | ●                  | 1     | 1     | 0     |
| 2     | Stanislas Wawrinka     |             |             |             |                       |                       |                             |                             |                    |                    | ●                  | ●                  | 1     | 1     | 0     |
| 2     | Johan Brunström        |             |             |             |                       |                       |                             |                             |                    |                    |                    | ●                  | 0     | 2     | 0     |
| 2     | Martin Emmrich         |             |             |             |                       |                       |                             |                             |                    |                    |                    | ●                  | 0     | 2     | 0     |
| 2     | Colin Fleming          |             |             |             |                       |                       |                             |                             |                    |                    |                    | ●                  | 0     | 2     | 0     |
| 2     | Santiago González      |             |             |             |                       |                       |                             |                             |                    |                    |                    | ●                  | 0     | 2     | 0     |
| 2     | Christopher Kas        |             |             |             |                       |                       |                             |                             |                    |                    |                    | ●                  | 0     | 2     | 0     |
| 2     | Julian Knowle          |             |             |             |                       |                       |                             |                             |                    |                    |                    | ●                  | 0     | 2     | 0     |
| 2     | Scott Lipsky           |             |             |             |                       |                       |                             |                             |                    |                    |                    | ●                  | 0     | 2     | 0     |
| 2     | Filip Polášek          |             |             |             |                       |                       |                             |                             |                    |                    |                    | ●                  | 0     | 2     | 0     |
| 1     | Radek Štěpánek         |             | ●           |             |                       |                       |                             |                             |                    |                    |                    |                    | 0     | 1     | 0     |
| 1     | Frantisek Cermak       |             |             | ●           |                       |                       |                             |                             |                    |                    |                    |                    | 0     | 0     | 1     |
| 1     | Matthew Ebden          |             |             | ●           |                       |                       |                             |                             |                    |                    |                    |                    | 0     | 0     | 1     |
| 1     | Ivan Dodig             |             |             |             |                       |                       |                             | ●                           |                    |                    |                    |                    | 0     | 1     | 0     |
| 1     | Kei Nishikori          |             |             |             |                       |                       |                             |                             | ●                  |                    |                    |                    | 1     | 0     | 0     |
| 1     | Mahesh Bhupathi        |             |             |             |                       |                       |                             |                             |                    | ●                  |                    |                    | 0     | 1     | 0     |
| 1     | Mariusz Fyrstenberg    |             |             |             |                       |                       |                             |                             |                    | ●                  |                    |                    | 0     | 1     | 0     |
| 1     | Treat Conrad Huey      |             |             |             |                       |                       |                             |                             |                    | ●                  |                    |                    | 0     | 1     | 0     |
| 1     | Dominic Inglot         |             |             |             |                       |                       |                             |                             |                    | ●                  |                    |                    | 0     | 1     | 0     |
| 1     | Łukasz Kubot           |             |             |             |                       |                       |                             |                             |                    | ●                  |                    |                    | 0     | 1     | 0     |
| 1     | Robert Lindstedt       |             |             |             |                       |                       |                             |                             |                    | ●                  |                    |                    | 0     | 1     | 0     |
| 1     | Marcin Matkowski       |             |             |             |                       |                       |                             |                             |                    | ●                  |                    |                    | 0     | 1     | 0     |
| 1     | Carlos Berlocq         |             |             |             |                       |                       |                             |                             |                    |                    | ●                  |                    | 1     | 0     | 0     |
| 1     | Marin Čilić            |             |             |             |                       |                       |                             |                             |                    |                    | ●                  |                    | 1     | 0     | 0     |
| 1     | Grígor Dimitrov        |             |             |             |                       |                       |                             |                             |                    |                    | ●                  |                    | 1     | 0     | 0     |
| 1     | Roger Federer          |             |             |             |                       |                       |                             |                             |                    |                    | ●                  |                    | 1     | 0     | 0     |
| 1     | Marcel Granollers      |             |             |             |                       |                       |                             |                             |                    |                    | ●                  |                    | 1     | 0     | 0     |
| 1     | Ivo Karlović           |             |             |             |                       |                       |                             |                             |                    |                    | ●                  |                    | 1     | 0     | 0     |
| 1     | Feliciano López        |             |             |             |                       |                       |                             |                             |                    |                    | ●                  |                    | 1     | 0     | 0     |
| 1     | Jürgen Melzer          |             |             |             |                       |                       |                             |                             |                    |                    | ●                  |                    | 1     | 0     | 0     |
| 1     | Juan Mónaco            |             |             |             |                       |                       |                             |                             |                    |                    | ●                  |                    | 1     | 0     | 0     |
| 1     | Albert Montañés        |             |             |             |                       |                       |                             |                             |                    |                    | ●                  |                    | 1     | 0     | 0     |
| 1     | Gilles Simon           |             |             |             |                       |                       |                             |                             |                    |                    | ●                  |                    | 1     | 0     | 0     |
| 1     | João Sousa             |             |             |             |                       |                       |                             |                             |                    |                    | ●                  |                    | 1     | 0     | 0     |
| 1     | Janko Tipsarević       |             |             |             |                       |                       |                             |                             |                    |                    | ●                  |                    | 1     | 0     | 0     |
| 1     | Bernard Tomic          |             |             |             |                       |                       |                             |                             |                    |                    | ●                  |                    | 1     | 0     | 0     |
| 1     | Jo-Wilfried Tsonga     |             |             |             |                       |                       |                             |                             |                    |                    | ●                  |                    | 1     | 0     | 0     |
| 1     | Horacio Zeballos       |             |             |             |                       |                       |                             |                             |                    |                    | ●                  |                    | 1     | 0     | 0     |
| 1     | Facundo Bagnis         |             |             |             |                       |                       |                             |                             |                    |                    |                    | ●                  | 0     | 1     | 0     |
| 1     | Andre Begemann         |             |             |             |                       |                       |                             |                             |                    |                    |                    | ●                  | 0     | 1     | 0     |
| 1     | Thomaz Bellucci        |             |             |             |                       |                       |                             |                             |                    |                    |                    | ●                  | 0     | 1     | 0     |
| 1     | James Blake            |             |             |             |                       |                       |                             |                             |                    |                    |                    | ●                  | 0     | 1     | 0     |
| 1     | Simone Bolelli         |             |             |             |                       |                       |                             |                             |                    |                    |                    | ●                  | 0     | 1     | 0     |
| 1     | Eric Butorac           |             |             |             |                       |                       |                             |                             |                    |                    |                    | ●                  | 0     | 1     | 0     |
| 1     | Mikhaïl Ielguin        |             |             |             |                       |                       |                             |                             |                    |                    |                    | ●                  | 0     | 1     | 0     |
| 1     | Marc Gicquel           |             |             |             |                       |                       |                             |                             |                    |                    |                    | ●                  | 0     | 1     | 0     |
| 1     | Denis Istomin          |             |             |             |                       |                       |                             |                             |                    |                    |                    | ●                  | 0     | 1     | 0     |
| 1     | Martin Kližan          |             |             |             |                       |                       |                             |                             |                    |                    |                    | ●                  | 0     | 1     | 0     |
| 1     | Philipp Kohlschreiber  |             |             |             |                       |                       |                             |                             |                    |                    |                    | ●                  | 0     | 1     | 0     |
| 1     | Paolo Lorenzi          |             |             |             |                       |                       |                             |                             |                    |                    |                    | ●                  | 0     | 1     | 0     |
| 1     | Xavier Malisse         |             |             |             |                       |                       |                             |                             |                    |                    |                    | ●                  | 0     | 1     | 0     |
| 1     | Florin Mergea          |             |             |             |                       |                       |                             |                             |                    |                    |                    | ●                  | 0     | 1     | 0     |
| 1     | Nicholas Monroe        |             |             |             |                       |                       |                             |                             |                    |                    |                    | ●                  | 0     | 1     | 0     |
| 1     | Frank Moser            |             |             |             |                       |                       |                             |                             |                    |                    |                    | ●                  | 0     | 1     | 0     |
| 1     | Jarkko Nieminen        |             |             |             |                       |                       |                             |                             |                    |                    |                    | ●                  | 0     | 1     | 0     |
| 1     | Benoît Paire           |             |             |             |                       |                       |                             |                             |                    |                    |                    | ●                  | 0     | 1     | 0     |
| 1     | Purav Raja             |             |             |             |                       |                       |                             |                             |                    |                    |                    | ●                  | 0     | 1     | 0     |
| 1     | Divij Sharan           |             |             |             |                       |                       |                             |                             |                    |                    |                    | ●                  | 0     | 1     | 0     |
| 1     | Igor Sijsling          |             |             |             |                       |                       |                             |                             |                    |                    |                    | ●                  | 0     | 1     | 0     |
| 1     | Jack Sock              |             |             |             |                       |                       |                             |                             |                    |                    |                    | ●                  | 0     | 1     | 0     |
| 1     | Simon Stadlere         |             |             |             |                       |                       |                             |                             |                    |                    |                    | ●                  | 0     | 1     | 0     |
| 1     | Potito Starace         |             |             |             |                       |                       |                             |                             |                    |                    |                    | ●                  | 0     | 1     | 0     |
| 1     | Dmitri Tursúnov        |             |             |             |                       |                       |                             |                             |                    |                    |                    | ●                  | 0     | 1     | 0     |

### Títols per país
| Total | País          | Grand Slams | Grand Slams | Grand Slams | ATP World Tour Finals | ATP World Tour Finals | ATP World Tour Masters 1000 | ATP World Tour Masters 1000 | ATP World Tour 500 | ATP World Tour 500 | ATP World Tour 250 | ATP World Tour 250 | Resum | Resum | Resum |
| Total | País          | I           | D           | X           | I                     | D                     | I                           | D                           | I                  | D                  | I                  | D                  | I     | D     | X     |
| ----- | ------------- | ----------- | ----------- | ----------- | --------------------- | --------------------- | --------------------------- | --------------------------- | ------------------ | ------------------ | ------------------ | ------------------ | ----- | ----- | ----- |
| 22    | Espanya       | 2           |             |             |                       | 1                     | 5                           |                             | 2                  | 1                  | 8                  | 3                  | 17    | 5     | 0     |
| 18    | Estats Units  |             | 3           |             |                       |                       |                             | 5                           |                    | 1                  | 2                  | 7                  | 2     | 16    | 0     |
| 15    | França        |             |             |             |                       |                       |                             | 1                           |                    | 3                  | 7                  | 4                  | 7     | 8     | 0     |
| 11    | Sèrbia        | 1           |             |             | 1                     |                       | 3                           | 1                           | 2                  | 2                  | 1                  |                    | 8     | 3     | 0     |
| 10    | Regne Unit    | 1           |             |             |                       |                       | 1                           |                             |                    | 1                  | 2                  | 5                  | 4     | 6     | 0     |
| 9     | Brasil        |             |             |             |                       |                       |                             | 2                           |                    | 2                  |                    | 5                  | 0     | 9     | 0     |
| 8     | Àustria       |             |             |             |                       |                       |                             | 1                           |                    | 2                  | 1                  | 4                  | 1     | 7     | 0     |
| 8     | Argentina     |             |             |             |                       |                       |                             |                             | 4                  |                    | 3                  | 1                  | 7     | 1     | 0     |
| 7     | Alemanya      |             |             |             |                       |                       |                             |                             |                    |                    | 2                  | 5                  | 2     | 5     | 0     |
| 6     | Índia         |             | 1           |             |                       |                       |                             |                             |                    | 2                  |                    | 3                  | 0     | 6     | 0     |
| 5     | Austràlia     |             |             | 1           |                       |                       |                             |                             |                    |                    | 1                  | 3                  | 1     | 3     | 1     |
| 4     | Txèquia       |             | 1           | 1           |                       |                       |                             |                             |                    |                    | 1                  | 1                  | 1     | 2     | 1     |
| 4     | Canadà        |             |             | 1           |                       |                       |                             |                             |                    |                    | 2                  | 1                  | 2     | 1     | 1     |
| 4     | Belarús       |             |             | 1           |                       |                       |                             |                             |                    |                    |                    | 2                  | 0     | 3     | 1     |
| 4     | Itàlia        |             |             |             |                       |                       |                             |                             | 1                  |                    | 1                  | 2                  | 2     | 2     | 0     |
| 4     | Romania       |             |             |             |                       |                       |                             |                             |                    | 1                  |                    | 3                  | 0     | 4     | 0     |
| 4     | Rússia        |             |             |             |                       |                       |                             |                             | 1                  |                    |                    | 3                  | 1     | 3     | 0     |
| 3     | Croàcia       |             |             |             |                       |                       |                             | 1                           |                    |                    | 2                  |                    | 2     | 1     | 0     |
| 3     | Països Baixos |             |             |             |                       |                       |                             | 1                           |                    |                    |                    | 2                  | 0     | 3     | 0     |
| 3     | Suècia        |             |             |             |                       |                       |                             |                             |                    | 1                  |                    | 2                  | 0     | 3     | 0     |
| 3     | Suïssa        |             |             |             |                       |                       |                             |                             |                    |                    | 2                  | 1                  | 2     | 1     | 0     |
| 3     | Eslovàquia    |             |             |             |                       |                       |                             |                             |                    |                    |                    | 3                  | 0     | 3     | 0     |
| 3     | Sud-àfrica    |             |             |             |                       |                       |                             |                             |                    |                    |                    | 3                  | 0     | 3     | 0     |
| 2     | Pakistan      |             |             |             |                       |                       |                             | 1                           |                    |                    |                    | 1                  | 0     | 2     | 0     |
| 2     | Polònia       |             |             |             |                       |                       |                             |                             |                    | 2                  |                    |                    | 0     | 2     | 0     |
| 2     | Letònia       |             |             |             |                       |                       |                             |                             |                    |                    | 2                  |                    | 2     | 0     | 0     |
| 2     | Mèxic         |             |             |             |                       |                       |                             |                             |                    |                    |                    | 2                  | 0     | 2     | 0     |
| 1     | Japó          |             |             |             |                       |                       |                             |                             | 1                  |                    |                    |                    | 1     | 0     | 0     |
| 1     | Filipines     |             |             |             |                       |                       |                             |                             |                    | 1                  |                    |                    | 0     | 1     | 0     |
| 1     | Bulgària      |             |             |             |                       |                       |                             |                             |                    |                    | 1                  |                    | 1     | 0     | 0     |
| 1     | Portugal      |             |             |             |                       |                       |                             |                             |                    |                    | 1                  |                    | 1     | 0     | 0     |
| 1     | Bèlgica       |             |             |             |                       |                       |                             |                             |                    |                    |                    | 1                  | 0     | 1     | 0     |
| 1     | Finlàndia     |             |             |             |                       |                       |                             |                             |                    |                    |                    | 1                  | 0     | 1     | 0     |
| 1     | Uzbekistan    |             |             |             |                       |                       |                             |                             |                    |                    |                    | 1                  | 0     | 1     | 0     |

## Rànquings

### Individuals
| Rànquing individual ATP 2013 | Rànquing individual ATP 2013 | Rànquing individual ATP 2013 | Rànquing individual ATP 2013 | Rànquing individual ATP 2013 | Rànquing individual ATP 2013 |
| Pos.                         | Tennista                     | Punts                        | Torneigs                     | Ant.                         | Mov.                         |
| ---------------------------- | ---------------------------- | ---------------------------- | ---------------------------- | ---------------------------- | ---------------------------- |
| 1                            | Rafael Nadal                 | 13.030                       | 20                           | 4                            | 3                            |
| 2                            | Novak Đoković                | 12.110                       | 18                           | 1                            | 1                            |
| 3                            | David Ferrer                 | 5.800                        | 25                           | 5                            | 2                            |
| 4                            | Andy Murray                  | 5.790                        | 19                           | 3                            | 1                            |
| 5                            | Juan Martín del Potro        | 5.255                        | 21                           | 7                            | 2                            |
| 6                            | Roger Federer                | 4.205                        | 19                           | 2                            | 4                            |
| 7                            | Tomáš Berdych                | 4.180                        | 24                           | 6                            | 1                            |
| 8                            | Stanislas Wawrinka           | 3.730                        | 25                           | 17                           | 9                            |
| 9                            | Richard Gasquet              | 3.300                        | 25                           | 10                           | 1                            |
| 10                           | Jo-Wilfried Tsonga           | 3.065                        | 21                           | 8                            | 2                            |
| 11                           | Milos Raonic                 | 2.860                        | 24                           | 13                           | 2                            |
| 12                           | Tommy Haas                   | 2.435                        | 26                           | 21                           | 9                            |
| 13                           | Nicolás Almagro              | 2.290                        | 24                           | 11                           | 2                            |
| 14                           | John Isner                   | 2.150                        | 26                           | 14                           | =                            |
| 15                           | Mikhaïl Iujni                | 2.145                        | 26                           | 25                           | 10                           |
| 16                           | Fabio Fognini                | 1.930                        | 29                           | 45                           | 29                           |
| 17                           | Kei Nishikori                | 1.915                        | 21                           | 19                           | 2                            |
| 18                           | Tommy Robredo                | 1.810                        | 24                           | 114                          | 96                           |
| 19                           | Gilles Simon                 | 1.790                        | 25                           | 16                           | 3                            |
| 20                           | Kevin Anderson               | 1.685                        | 23                           | 37                           | 17                           |

#### Evolució número 1
| Tennista      | Data inici          | Data fi             | Setmanes |
| ------------- | ------------------- | ------------------- | -------- |
| Novak Đoković | Final 2012          | 6 d'octubre de 2013 | 40       |
| Rafael Nadal  | 7 d'octubre de 2013 | Final 2013          | 12       |

### Dobles
| Rànquing dobles ATP 2013 | Rànquing dobles ATP 2013 | Rànquing dobles ATP 2013 | Rànquing dobles ATP 2013 | Rànquing dobles ATP 2013 | Rànquing dobles ATP 2013 |
| Pos.                     | Tennista                 | Punts                    | Torneigs                 | Ant.                     | Mov.                     |
| ------------------------ | ------------------------ | ------------------------ | ------------------------ | ------------------------ | ------------------------ |
| 1                        | Bob Bryan                | 14.960                   | 22                       | 1                        | =                        |
| =                        | Mike Bryan               | 14.960                   | 22                       | 2                        | 1                        |
| 3                        | Bruno Soares             | 7.380                    | 26                       | 19                       | 16                       |
| 4                        | Alexander Peya           | 7.310                    | 25                       | 22                       | 18                       |
| 5                        | David Marrero            | 5.150                    | 26                       | 23                       | 18                       |
| 6                        | Marcelo Melo             | 5.135                    | 29                       | 18                       | 12                       |
| 7                        | Ivan Dodig               | 5.030                    | 25                       | 31                       | 24                       |
| 8                        | Fernando Verdasco        | 4.580                    | 23                       | 29                       | 21                       |
| 9                        | Radek Štěpánek           | 4.070                    | 16                       | 4                        | 5                        |
| 10                       | Leander Paes             | 4.025                    | 20                       | 3                        | 7                        |
| 11                       | Marc López               | 3.860                    | 23                       | 6                        | 5                        |
| 12                       | Marcel Granollers        | 3.860                    | 24                       | 10                       | 2                        |
| 13                       | Rohan Bopanna            | 3.600                    | 25                       | 12                       | 1                        |
| 14                       | Nenad Zimonjić           | 3.510                    | 24                       | 20                       | 6                        |
| 15                       | Aisam-Ul-Haq Qureshi     | 3.350                    | 28                       | 14                       | 1                        |
| =                        | Jean-Julien Rojer        | 3.350                    | 29                       | 13                       | 2                        |
| 17                       | Edouard Roger-Vasselin   | 3.265                    | 25                       | 43                       | 26                       |
| 18                       | Marcin Matkowski         | 3.190                    | 27                       | 16                       | 2                        |
| 19                       | Robert Lindstedt         | 3.185                    | 28                       | 8                        | 11                       |
| 20                       | Mariusz Fyrstenberg      | 3.100                    | 23                       | 15                       | 5                        |

| Rànquing parelles ATP 2013 | Rànquing parelles ATP 2013             | Rànquing parelles ATP 2013 | Rànquing parelles ATP 2013 | Rànquing parelles ATP 2013 | Rànquing parelles ATP 2013 |
| Pos.                       | Parella                                | Punts                      | Torneigs                   | Ant.                       | Mov.                       |
| -------------------------- | -------------------------------------- | -------------------------- | -------------------------- | -------------------------- | -------------------------- |
| 1                          | Mike Bryan Bob Bryan                   | 15.110                     | 22                         | 1                          | =                          |
| 2                          | Alexander Peya Bruno Soares            | 7.640                      | 24                         | 12                         | 10                         |
| 3                          | Ivan Dodig Marcelo Melo                | 4.735                      | 19                         | 14                         | 11                         |
| 4                          | David Marrero Fernando Verdasco        | 4.670                      | 21                         | 11                         | 7                          |
| 5                          | Marcel Granollers Marc López           | 4.000                      | 24                         | 6                          | 1                          |
| 6                          | Aisam-Ul-Haq Qureshi Jean-Julien Rojer | 3.395                      | 28                         | 7                          | 1                          |
| 7                          | Leander Paes Radek Štěpánek            | 3.190                      | 8                          | 3                          | 4                          |
| 8                          | Mariusz Fyrstenberg Marcin Matkowski   | 3.155                      | 23                         | 8                          | =                          |
| 9                          | Maks Mirni Horia Tecau                 | 2.875                      | 21                         | −                          | Augment                    |
| 10                         | Jamie Murray John Peers                | 2.490                      | 25                         | −                          | Augment                    |

#### Evolució número 1
| Tennista             | Data inici           | Data fi              | Setmanes |
| -------------------- | -------------------- | -------------------- | -------- |
| Mike Bryan           | Final 2012           | 24 de febrer de 2013 | 8        |
| Mike Bryan Bob Bryan | 25 de febrer de 2013 | Final 2013           | 44       |